# Підлісок (Білоославське лісництво, кв. 14, вид. 21)
Підлісок — ботанічна пам'ятка природи місцевого значення. Об'єкт розташований на території Надвінянського району Івано-Франківської області, Білоославське лісництво, квартал 14, виділ 21.
Площа — 1,0000 га, статус отриманий у 1993 році.